# Никола Секулић
Никола Секулић (Шибеник, 6. фебруар 1911 — Загреб, 1. март 2002) био је правник, учесник Народноослободилачке борбе, друштвено-политички радник СФР Југославије и СР Хрватске, јунак социјалистичког рада и народни херој Југославије.

## Биографија
Рођен је у тежачкој породици. После завршене основне школе уписао се у гимназију у Шибенику. Године 1929. уписао се на Правни факултет у Загребу. Деловао је у илегалним акцијама против Шестојануарске диктатуре, које је организовала Комунистичка партија Југославије (КПЈ). Због своје активности, 1931. године постао је члан КПЈ.
Учествовао је у оснивању Месног комитета КПЈ у Шибенику и раду партијске организације. Крајем 1932. и почетком 1933. године, извршена је полицијска провала у којој је, међу осталима, био ухапшен и Никола. Пред судом у Шибенику био је осуђен на 22 месеца робије. Након издржане казне, Секулић је наставио студиј и даље се бавећи партијским радом. Године 1936. у још једној полицијској провали, поново је био ухапшен провео три месеца у истражном затвору. Након тога је ослобођен оптужбе и пуштен. Исте године је завршио Правни факултет и потом вршио адвокатску приправничку праксу у Шибенику и Биограду на Мору.
Године 1939. отишао је у Загреб, али му је тамошња полиција ускратила боравак и наредила изгон из града. Након тога се запослио у Београду, где је остао до 6. априла 1941. године. Тамо је покушао успоставити везу са партијском организацијом, али није успео да се активно укључи у партијски рад, јер је проверавање његове активности дуго трајало.
Након капитулације Југославије вратио се у Шибеник, где је наставио са партијским радом и припремама за оружани устанак. Након што је накратко био ухапшен од италијанске окупационе власти, повукао се у илегалност. Био је члан Градског комитета КПХ, а потом и Окружног комитета КПХ за северну Далмацију. У августу 1941. године, Окружни комитет га је послао на теренски рад у село Буковицу.
Године 1942, Секулић је постао секретар Окружног комитета КПХ за северну Далмацију. Након капитулације Италије, септембра 1943, постао је члан Обласног комитета КПХ за Далмацију. Након тога је ускоро отишао на острво Вис. Године 1944, постао је начелник Одељења за заштиту народа (ОЗН) за Хрватску.
После рата је био члан Политбироа Централног комитета КПХ од 1947. до 1963. године. Члан Централног комитета Савеза комуниста Југославије био је од 1952. до 1978, а члан Председништва СКЈ од 1965. до 1967. године. Учествовао је на заседању свих послератних конгреса СКЈ и СКХ.
Вршио је и многе друштвено-политичке функције:
- министар правосуђа у Влади НР Хрватске од 1947. до 1949. године
- министар народног здравља Хрватске од 1949. до 1950. године
- потпредседник владе и председник савета за законодавство Хрватске од јесени 1950. до априла 1951. године
- министар-председник Савета за законодавство и члан Извршног већа до децембра 1953. године
- потпредседник Сабора НР Хрватске од 1954. до 1963. године
- председник Просветно-културног већа Савезне скупштине Југославије од 1963. године
- председник Уставног суда Хрватске од 1967. до марта 1975. године
- председник Уставног суда Југославије од 1975. године

Био је заступник Сабора СР Хрватске у свим сазивима од 1946. до 1963. и посланик у Савезној скупштини од 1963. до 1967. године. Био је и члан Савета федерације, члан Главног одбора Социјалистичког савеза радног народа Хрватске и Савезног одбора ССРН Југославије.
Од 1963. године био је и председник Универзитетског савета у Загребу, председник Савета института „Руђер Бошковић“ у Загребу, председник Одбора награде „Владимир Назор“ и председник Одбора за награду АВНОЈ-а. Од 1967. године био је директор часописа „Социјализам“, органа ЦК СКЈ.
Умро је 1. марта 2002. године у Загребу. Сахрањен је на загребачком гробљу Мирогој.
Носилац је Партизанске споменице 1941. године, Ордена народног ослобођења и осталих југословенских одликовања. Орденом народног хероја одликован је 27. новембра 1953. године.